# Donald M. Hooper
Donald M. Hooper (* 2. Oktober 1945 in Hartford, Connecticut) ist ein  US-amerikanischer Lehrer und Politiker, der von 1993 bis 1995 Secretary of State von Vermont war.

## Leben
Donald M. Hooper wurde in Hartford, Connecticut geboren. An der Harvard University erwarb er im Jahr 1968 den Bachelor und im Jahr 1973 den Master. Danach ging er mit dem Friedenscorps als Lehrer nach Botswana. Zurück in Vermont war er Koordinator für Ausbildung, Direktor für die Region Central Vermont der Community Colleges of Vermont und Betriebsleiter des Vermont Natural Resources Councils.
Als Mitglied der Demokratischen Partei war er von 1985 bis 1993 Abgeordneter im Repräsentantenhaus von Vermont. In dieser Zeit hatte er den Vorsitz des Komitees für Government Operations und war Mitglied in den Komitees Natural Resources und Ways and Means. Das Amt des Secretary of State hatte er von 1993 bis 1995 inne, verlor jedoch die Wahl im Jahr 1994 gegen James F. Milne.